# Ancient Aliens
Ancient Aliens (Alienígenas ancestrales en Hispanoamérica, Generación alien y Alienígenas en España) es una serie de televisión estadounidense que explora la hipótesis de los antiguos astronautas, el contacto humano-extraterrestre pasado, los ovnis, las conspiraciones gubernamentales y temas pseudocientíficos relacionados en un formato documental no crítico. Los episodios comienzan y terminan con preguntas retóricas. La serie se ha emitido en History y otras cadenas de A&E desde 2010. Los episodios son narrados por Robert Clotworthy. La serie es producida por Prometheus Entertainment.
La serie está inspirada en las obras de Erich von Däniken y Zecharia Sitchin, Graham Hancock, Robert Bauval, Brinsley Le Poer Trench, Charles Hapgood y Edgar Cayce. El productor Giorgio Tsoukalos y el escritor David Childress son invitados destacados.
La serie ha sido blanco de críticas por la desviación de la programación del canal History y por promover hipótesis poco ortodoxas o no comprobadas como hechos. En 2012, un documental de 3 horas (Ancient Alien Debunked) se presentó como refutación punto por punto de las hipótesis planteadas en la serie.

## Producción
En el episodio piloto, escrito y dirigido por el productor ejecutivo Kevin Burns, aparecen como personalidades destacadas las siguientes: Giorgio Tsoukalos, consultor de producción; Erich von Däniken; el ufólogo C. Scott Littleton, como consultor experto de la serie hasta su muerte en 2010; y el locutor de radio George Noory, quien aparecerá en cinco episodios más. Exceptuando en este episodio piloto, el pseudohistoriador David Childress aparece con frecuencia en la mayoría de los episodios.

### Premisa y cosmología
La premisa de la serie se basa e inspira en la hipótesis pseudocientífica de los antiguos astronautas popularizada anteriormente en Chariots of the Gods? de Erich von Däniken, y The 12th Planet, de Zecharia Sitchin, que pretende que los seres extraterrestres visitaron la Tierra en la antigüedad o en tiempos prehistóricos e introdujeron la civilización, la arquitectura y la alta tecnología a los humanos primitivos. Muchos, si no todos, de los logros del hombre antiguo en lenguaje, matemáticas, ciencia, tecnología y construcción de piedra, como las pirámides egipcias, Pumapunku y Stonehenge, se atribuyen al hombre antiguo actuando bajo la influencia de extraterrestres. Los restos de dichas visitas se encuentran en textos religiosos, mitos antiguos e historias legendarias, y en los sistemas espirituales de muchas de las religiones del mundo, como el hinduismo , la religión del Antiguo Egipto, el cristianismo gnóstico y el mormonismo. La hipótesis también pretende que las visitas antiguas dejaron restos etimológicos en muchos de los idiomas del mundo, como las palabras raíz de "Dagón", "dragón", "perro" y "Danann", o la frecuente aparición de la palabra "anu" que significa amigo o visitante. Muchos de los invitados entrevistados. Los teóricos o investigadores de los antiguos alienígenas apoyan estas afirmaciones, ya sea en su propio trabajo, creando una cosmología compartida, o mediante declaraciones hechas en cámara. Las afirmaciones de que los humanos anatómicamente modernos fueron el resultado de la modificación genética o de alguna manera descienden biológicamente de los antiguos alienígenas, una hipótesis también popularizada por von Däniken y Sitchin, son el foco de muchos episodios.
Las teorías de conspiración OVNI y las afirmaciones de abducción extraterrestre aparecen de forma destacada en muchos episodios, además de las afirmaciones relacionadas con los incidentes de Roswell y Rendlesham Forest. Tales afirmaciones se exploran dentro del contexto de la cosmología de los antiguos astronautas, además de la panspermia y la exploración espacial humana tanto antigua como reciente.

### Estilo de presentación
La serie presenta todas las afirmaciones hechas por los invitados de manera totalmente acrítica. La narración enmarca las respuestas a las afirmaciones como una pregunta retórica, que se responde como: "los teóricos de los antiguos alienígenas dicen que sí", o una variación de la misma. ¿Carruajes de los Dioses? utilizó un dispositivo de encuadre similar. Después de que se explora una afirmación en particular con cierto detalle, la narración se corta con: "Quizás se puedan encontrar más pruebas..." Se introduce otro lugar, hallazgo arqueológico o evento, con una conexión hipotética con la afirmación anterior. La revista Smithsonian describió este estilo de presentación como un galope de Gish. Términos como "astronautas antiguos", "extraterrestres antiguos", "visitantes extraterrestres", "seres extraterrestres", "dioses antiguos" y "seres de otro mundo" se utilizan indistintamente por los invitados y la narración. Los invitados a menudo combinan el significado de "teoría" e "hipótesis".
Hay poco uso de fechas calendáricas precisas en muchos episodios. Los invitados usan términos como "el pasado remoto", "tiempos prehistóricos", o se refieren a "...nuestros ancestros antiguos" en abstracto cuando hablan de eventos históricos hipotéticos. Hay una demarcación frecuente de la historia en numerosos episodios como antes o después de "La Edad de Hielo", que los invitados insinúan que significan antes y después del período Younger Dryas, o hace 12.000 años.
El escritor David Childress, que aparece en cada episodio, frecuentemente concluye sus comentarios con la frase "probablemente extraterrestres". Tanto Childress como Giorgio Tsoukalos afirman repetidamente que los pueblos antiguos carecían del vocabulario para describir dispositivos "tecnológicos" o "de alta tecnología", como cohetes o misiles, armas avanzadas, aviones, vehículos terrestres propulsados e instrumentos médicos, supuestamente atestiguan. Y así se refirió a los visitantes extraterrestres que utilizan dicha tecnología como dioses.

### Invitados frecuentes
Erich von Däniken es el invitado destacado en el episodio piloto, además de ser el foco de dos episodios biográficos: "El legado de Von Däniken", en la temporada 5, y "Los fenómenos alienígenas", en la temporada 13.
En la primera temporada, científicos y profesionales acreditados, como Sara Seager y Michael Denning, responden a las afirmaciones de otros invitados, pero sus refutaciones no fueron rigurosas. En episodios posteriores, científicos y profesionales ofrecen explicaciones de fenómenos científicos o hechos históricos sin avalar las afirmaciones de otros invitados, o ofrecen comentarios personales. El psicólogo Jonathan Young aparece en 123 episodios, proporcionando explicaciones de mitos y leyendas, e historia legendaria. El profesor asociado de la Universidad de Boston, Robert M. Schoch, presenta su hipótesis de la erosión hídrica de la Esfinge, así como su hipótesis sobre la edad y el propósito de Göbekli Tepe, en varios episodios.
El presentador de programas de radio George Noory aparece en más de 80 episodios, incluido el episodio piloto. El reverendo Barry Downing, conocido por describir a los ángeles en la Biblia como antiguos astronautas, aparece en el episodio piloto y sus comentarios se repiten en varios otros episodios. Los escritores Robert Bauval y Graham Hancock aparecen en muchos episodios. Ambos expresan escepticismo sobre la premisa de los antiguos alienígenas y amplían sus propias teorías de las civilizaciones antiguas; Hancock repite la afirmación de su trabajo de que "Hay un episodio olvidado en la historia de la humanidad". En el episodio "The Alien Phenomena", Bauval afirma "No veo por qué no", con respecto a las afirmaciones de von Däniken hechas originalmente en Chariots of the Gods. potencialmente siendo verdad. La periodista de investigación estaunidense Linda Moulton Howe, reconocida ufóloga y defensora de una variedad de temas de conspiración.
Los segmentos y aspectos destacados de todos los episodios de la primera temporada, incluido el piloto, se editaron en episodios posteriores hasta la temporada 12, de modo que los invitados que aparecieron en la temporada 1 aparecieron aparentemente en temporadas posteriores, aunque se reutilizaron las imágenes de sus entrevistas.

### Evidencia
En muchos episodios se ofrece poca evidencia empírica para apoyar las afirmaciones presentadas; en cambio, muchos segmentos se centran en artefactos fuera de lugar, como: el London Hammer, el mecanismo de Antikythera o el objeto Auid; o segmentos se centran en supuestas inconsistencias en el registro histórico aceptado. Los invitados discuten la evidencia que respalda sus afirmaciones en términos generales o abstractos. Algunos invitados han alegado que los profesionales y el gobierno han suprimido evidencia de misterios antiguos, como el episodio "The Prototypes" en el que los invitados alegaron que el Instituto Smithsoniano suprimió los hallazgos de "humanoides gigantes" encontrados junto a restos de indios americanos en el valle de Kanawha .
Desde la temporada 12 en adelante, los episodios han incluido segmentos en los que la evidencia que potencialmente apoya la hipótesis de los antiguos astronautas se somete a pruebas por parte de científicos acreditados y profesionales médicos en cámara. En el episodio "The Science Wars", un cráneo alargado fue sometido a un examen de resonancia magnética, y se extrajo y analizó el ADN. En el episodio "Los dioses de las estrellas de Sirio", los geólogos examinaron piedras azules, porosas y ricas en nitrógeno. Sin embargo, ninguno de los resultados producidos —del cráneo, las piedras u otros objetos examinados en episodios posteriores— resultó concluyente.

### Otras reclamaciones
Los invitados han presentado otras hipótesis históricas y pseudocientíficas no probadas relacionadas con, o dependientes de la comprensión de: Atlantis y otras civilizaciones perdidas, como se describe en las obras de Brinsley Le Poer Trench y Edgar Cayce, o líneas ley como las describió originalmente Alfred Watkins; cambios de polos catastróficos promovidos por Charles Hapgood; diversas formas de creacionismo cristiano e hindú, o pseudohistoria promovidas por diversos movimientos religiosos; elementos míticos de la Cabalá, el Zohar y el Libro de Enoc; Y varios nuevos movimientos religiosos. Estas hipótesis y afirmaciones se discuten dentro del alcance de la cosmología de los antiguos astronautas.
Otros conceptos explorados incluyen curación por fe, visión remota y varios fenómenos psíquicos. Numerosos invitados discuten varias formas de catastrofismo y se refieren a otros invitados destacados o figuras históricas como catastrofistas o cataclismos. En varios episodios, los invitados han afirmado que figuras históricas prominentes fueron influenciadas o posiblemente fueron "extraterrestres" o "seres de otro mundo".
Los invitados también han discutido afirmaciones pseudocientíficas no relacionadas, como: dinosaurios que coexistieron con humanos hasta un evento de extinción reciente, curación con cristales y cráneos de cristal, así como la masonería, el rosacrucismo y el Nuevo Orden Mundial. Linda Moulton Howe aparece en varios episodios que exploran la abducción alienígena, la mutilación de animales y las conspiraciones que involucran instalaciones militares en la Antártida. La Audiencia Ciudadana sobre Divulgación de 2013 ocupa un lugar destacado en numerosos episodios.
Antes de diciembre de 2012, varios episodios exploraron las facetas de la profecía del apocalipsis maya de 2012. Los episodios "La conspiración maya" y "Las profecías del fin del mundo", que se emitieron en febrero de 2012, exploraron el calendario maya y su relación con la construcción de Palenque, el dios Kukulkan, además de los vínculos entre la civilización maya y la hipótesis del antiguo astronauta. Los episodios que se centran en Mesoamérica transmitidos después de 2012 no mencionan el fenómeno de 2012 . En el episodio "La partícula de Dios", los invitados relacionaron la cuenta larga maya con el descubrimiento del bosón de Higgs.

## Recepción televisiva
El programa tenía 1,676 millones de espectadores a finales de octubre de 2010, 2,034 millones a mediados de diciembre (para el episodio "Estructuras inexplicables"), y a finales de enero de 2011 tenía 1,309 millones de espectadores.

## Crítica científica
La serie ha recibido numerosas críticas de medios, científicos e historiadores nacionales e internacionales. Ha sido calificada como sensacionalista, exagerada, "un show de teorías descabelladas" y "enormemente especulativa". Ha sido criticada por exponer ideas no comprobadas que sugieren que los astronautas deambulaban libremente por el 
Planeta Tierra en la antigüedad. La mayoría de las teorías presentadas en el programa han sido rotundamente rechazadas por la comunidad científica y han sido descritas como pseudociencia y pseudohistoria. El profesor de historia Ronald H. Fritze observó que la pseudociencia ofrecida por Erich von Däniken, a quien calificó de "charlatán", ha tenido una popularidad temporal en Estados Unidos: "En una cultura pop con poca memoria y un apetito voraz, los extraterrestres, las pirámides y las civilizaciones perdidas fácilmente se reciclan como modas".
El colaborador de Forbes Brad Lockwood criticó al programa como evidencia de la decadencia del canal de History Channel al intentar empeñarse en hacer "programas dedicados a monstruos, extraterrestres y conspiraciones", comentando que "Alienígenas ancestrales desafía toda capacidad de suspender el escepticismo por el entretenimiento". El escritor del personal de Forbes.com, Alex Knapp, también criticó la serie y citó la reprensión del arqueólogo Keith Fitzpatrick-Matthews de History Channel por "tratar tonterías como si fueran un hecho".Por su parte, el escritor del Instituto Smithsoniano Brian Switek fue extremadamente crítico con la serie, particularmente con un episodio que sugirió que "los alienígenas exterminaron a los dinosaurios para dar paso a nuestra especie". Caracterizó el programa como "uno de los lodos más peligrosos en el barril sin fondo de la televisión". Switek afirmó que el programa emplea la técnica del Gish gallop para perturbar al espectador con muchas "ficciones y distorsiones".
Otros han llamado la atención sobre la escasez de puntos de vista opuestos, entre ellos Kenneth Feder, profesor de arqueología en la Universidad de Connecticut y autor de Fraudes, Mitos y Misterios: Ciencia y Pseudosciencia en Arqueología, diciendo que fue abordado por productores del programa con respecto a su posible participación. Su respuesta fue: "estaría feliz de estar en su programa, pero tienen que saber que creo que la hipótesis de los antiguos astronautas es una mierda imborrable. No he tenido noticias suyas ni me han vuelto a llamar, notablemente. Así que supongo que quizás no les conviene que existan otros puntos de vista".

### Ancient Aliens Debunked
Ancient Aliens Debunked es un documental de 3 horas de duración producido en 2012 por Chris White con la asistencia de Michael S. Heiser, experto en textos bíblicos, clásicos y sumerios. Su objetivo es refutar y ofrecer explicaciones científicas a los temas mostrados en Ancient Aliens. Entre los temas tratados en el documental figuran el origen de Puma Punku, la construcción de la Gran Pirámide, las líneas de Nazca, la verdad detrás de los supuestos ovnis representados en el arte religioso medieval y del Renacimiento, y una crítica a las teorías pseudocientíficas de Zecharia Sitchin.

## Episodios
| Temporada | Temporada | Episodios | Episodios | Emisión original         | Emisión original         |
| Temporada | Temporada | Episodios | Episodios | Primera emisión          | Última emisión           |
| --------- | --------- | --------- | --------- | ------------------------ | ------------------------ |
|           | Piloto    | Piloto    | Piloto    | 8 de marzo de 2009       | 8 de marzo de 2009       |
|           | 1         | 5         | 5         | 20 de abril de 2010      | 25 de mayo de 2010       |
|           | 2         | 10        | 10        | 28 de octubre de 2010    | 30 de diciembre de 2010  |
|           | 3         | 16        | 16        | 28 de julio de 2011      | 23 de noviembre de 2011  |
|           | 4         | 10        | 10        | 17 de febrero de 2012    | 4 de mayo de 2012        |
|           | 5         | 12        | 12        | 21 de diciembre de 2012  | 19 de abril de 2013      |
|           | 6         | 11        | 11        | 30 de septiembre de 2013 | 13 de diciembre de 2013  |
|           | 7         | 8         | 8         | 24 de enero de 2014      | 14 de marzo de 2014      |
|           | 8         | 9         | 9         | 13 de junio de 2014      | 22 de agosto de 2014     |
|           | 9         | 12        | 12        | 31 de octubre de 2014    | 1 de mayo de 2015        |
|           | 10        | 10        | 10        | 24 de julio de 2015      | 9 de octubre de 2015     |
|           | 11        | 15        | 15        | 6 de mayo de 2016        | 2 de septiembre de 2016  |
|           | 12        | 16        | 16        | 28 de abril de 2017      | 15 de septiembre de 2017 |
|           | 13        | 15        | 15        | 27 de abril de 2018      | 7 de enero de 2019       |
|           | 14        | 22        | 22        | 31 de mayo de 2019       | 29 de noviembre de 2019  |
|           | 15        | 12        | 12        | 24 de enero de 2020      | 18 de abril de 2020      |
|           | 16        | 10        | 10        | 13 de noviembre de 2020  | 12 de marzo de 2021      |
|           | 17        | 7         | 7         | 6 de agosto de 2021      | 8 de octubre de 2021     |
|           | 18        | 20        | 20        | 7 de enero de 2022       | 16 de septiembre de 2022 |

## Recepción
El programa tenía 1,676 millones de espectadores a finales de octubre de 2010; 2,034 millones de espectadores a mediados de diciembre (para el episodio "Unexplained Structures"); y a finales de enero de 2011 la serie tenía 1,309 millones de espectadores. 

### Críticas
La serie ha sido ampliamente criticada por historiadores, cosmólogos, arqueólogos y otros círculos científicos por presentar y promover la pseudociencia, la pseudohistoria y la pseudoarqueología como un hecho. Los episodios se caracterizan como "inverosímiles", "enormemente especulativos", y "exponen salvajemente las teorías que sugieren que los astronautas vagaban libremente por la Tierra en la antigüedad". Muchas de las afirmaciones hechas por los invitados no son comúnmente aceptadas como un hecho por la comunidad científica, y con frecuencia se etiquetan como pseudociencia y pseudohistoria. profesor de historia Ronald H. Fritze observó que la pseudociencia tiene una popularidad periódica en los Estados Unidos: "En una cultura pop con poca memoria y un apetito voraz, los extraterrestres, las pirámides y las civilizaciones perdidas se reciclan como si fueran modas". 
Brad Lockwood de la revista de negocios Forbes, criticó a Ancient Aliens como un ejemplo de la deriva del canal de History hacia "programas dedicados a monstruos, extraterrestres y conspiraciones", comentando que "Ancient Aliens desafía toda capacidad de suspender la incredulidad por el bien del entretenimiento". Alex Knapp, también de Forbes, citó la reprimenda del arqueólogo Keith Fitzpatrick-Matthews a la Historia por tratar la serie como "una tontería como si fuera un hecho". 
La escritora científica Riley Black criticó la serie, en particular un episodio que sugería que "los extraterrestres exterminaron a los dinosaurios para dar paso a nuestra especie", que ella caracterizó como "uno de los lodos más nocivos del insondable cubo de la televisión". Black acusó a la serie de emplear una técnica de galope de Gish para abrumar al espectador con muchas "ficciones y distorsiones". 

Otros han llamado la atención sobre la escasez de puntos de vista opuestos. Kenneth Feder, profesor de arqueología en la Universidad Estatal de Connecticut Central y autor de Frauds, Myths, and Mysteries: Science and Pseudocience in Archaeology, ha dicho que los productores de Ancient Aliens se acercaron a él con respecto a su posible participación. "Mi respuesta fue, estaría feliz de estar en tu programa, pero debes saber que creo que la hipótesis del antiguo astronauta es una mierda execrable".  Feder explicó más tarde: "No he tenido noticias de ellos, de manera bastante notable. Entonces, supongo que tal vez no estén interesados en el otro punto de vista".  En el episodio piloto, la hermana Ilia Delio, de la OSF (Comunión Anglicana), Washington Theological Union, repitió declaraciones pasadas que hizo sobre la predilección por el literalismo común entre los partidarios de la hipótesis del antiguo astronauta: 
Los invitados frecuentes de la serie han expresado públicamente su escepticismo de la serie y de la hipótesis del antiguo astronauta. Seth Shostak, en una audiencia de 2014 del Comité de Ciencia de la Cámara de Representantes, dijo: "El público está fascinado con la idea de que podamos estar siendo visitados ahora, o tal vez en el pasado", pero no hay ninguna evidencia que lo haya convencido "de que fuimos visitados en tiempos [históricos". En un episodio de 2018 de The Joe Rogan Experience, Robert Schoch dijo que los promotores de la hipótesis de los antiguos astronautas "quieren que todo sea 'extraterrestres antiguos'", lo que en su opinión era "una especie de evasión", posiblemente como una motivación para vender libros, DVD y entradas para conferencias. Su opinión es que la creencia en la hipótesis y otros misterios antiguos "llena un vacío" para algunas personas, pero él "intenta llenar ese vacío con algo real". Comentó que sus propias entrevistas para la serie, tal como se presentan en los episodios completos, a veces se toman "muy fuera de contexto".

En 2016, el productor de Vice on TV (un canal de cable básico estadounidense, que se lanzó el 29 de febrero de 2016), Jordan Kinley dijo sobre las afirmaciones de Ancient Aliens:
William Shatner apareció en el episodio de la temporada 16 "William Shatner Meets Ancient Aliens". Más tarde le dijo a Inverse: "Tuve algunas discusiones animadas con estos expertos que creen que los extraterrestres estaban aquí y, como la mayoría de la gente, tenía dudas sobre todo el asunto... Me intrigaron lo suficiente como para pensar que algo está pasando". 
En una serie de podcasts de tres partes, Brian Dunning de Skeptoid que se centra en el escepticismo, atacó muchas de las afirmaciones presentadas en Ancient Aliens y concluyó que Ancient Aliens es "en esencia, una bofetada al ingenio de la raza humana".

### Críticas en otros medios
South Park parodió la serie en el episodio "Acción de gracias de a History Channel". Ramsey Isler de IGN comentó, "El objetivo se coloca directamente en Ancient Aliens específicamente". El estilo de animación de South Park creó una "sátira perfecta de toda la ridiculez de esta serie, incluido el arte en blanco y negro con extraterrestres retocados y entrevistas con personas de dudosa autoridad".
En 2016, Vice on TV lanzó Action Bronson Watches Ancient Aliens como un episodio especial, que fue seguido por una serie de diez episodios que luego fue rebautizada como Travelling the Stars. Cada episodio presenta al rapero Action Bronson e invitados famosos que reaccionan a episodios de Ancient Aliens mientras están intoxicados por el cannabis. Bronson elogió a Ancient Aliens, diciendo que es "lo mejor que jamás haya creado el hombre". Según los productores Jordan Kinley y Hannah Gregg, Travelling the Stars se desarrolló como una respuesta a las quejas de los espectadores descontentos de H2, que reemplazó la programación de Vice on TV. Travelling the Stars se renovó por segunda temporada en 2019.

## Otros medios

### Meme deAncient Aliens
Las apariciones de Giorgio Tsoukalos en la serie inspiraron el meme de Ancient Aliens con capturas de pantalla del peinado inusual de Tsoukalos superpuesto con la leyenda: "No digo que fueran extraterrestres... pero eran extraterrestres". Tsoukalos no hace la declaración en ningún episodio. Los usuarios de Internet han publicado muchas variaciones a principios de noviembre de 2010. Según Dictionary.com, los memes imitaban "el tono de convicción utilizado por Tsoukalos para presentar la pseudo-lógica infundada e inverosímil como un hecho".  
Durante un Reddit AMA de 2015, Tsoukalos dijo que le encantaba el meme y agregó que "es un gran honor haber sido acogido" por Internet. En 2016, la CNN Filipinas escritor de Don Juacian destacó la popularidad del meme de Tsoukalos ficación en una entrevista publicada en línea como "conocer al tipo de pelo de Ancient Aliens". Tsoukalos hizo un cameo en un episodio de Syfy's de residencia para extranjeros en la que fue descrita por el personaje principal como "ese pelo alto de caballero".

### Alien Con
De 2016 a 2018, A&E Networks produjo varias entregas de Alien Con, una convención inspirada en la serie y el fenómeno OVNI. En varios episodios que se emitieron durante las temporadas 11 y 12, aparecieron imágenes de las convenciones de 2016 y 2017. Los aspectos más destacados de la convención de noviembre de 2018 en Baltimore se incluyeron en varios episodios emitidos en 2019, principalmente el episodio "Project Hybrid".  

### Serie relacionada y adaptación
En 2014, History emitió una serie limitada de cuatro episodios que recortaba lo más destacado de varios episodios de principios de la temporada. La serie fue lanzada a servicios de video a pedido como Ancient Aliens: Special Edition . Muchos invitados frecuentes de Ancient Aliens aparecen regularmente en otros programas de Historia, como The Secret of Skinwalker Ranch y The Curse of Oak Island. Los segmentos de las otras series aparecen en Ancient Aliens, usando diferentes ediciones y mezclas de sonido, y los segmentos de Ancient Aliens aparecen en otras series. 
Varios episodios de Ancient Aliens se produjeron simultáneamente con episodios de la serie Ancient Civilizations de Gaia. Los segmentos de entrevistas con Graham Hancock, William Bramley y otros, realizados para Ancient Aliens, aparecen en Ancient Civilizations con diferentes ediciones y mezclas de sonido. No se cambió el vestuario detrás de muchas entrevistas con los invitados. 
William Shatner, que aparece en dos episodios, presenta The UnXplained for History, que explora muchos de los mismos temas que Ancient Aliens . Shatner narró la versión en inglés del documental de 1976 Mysteries of the Gods , basado en los libros de von Däniken publicados después de Chariots of the Gods?
En abril de 2021, Counterbalance Entertainment anunció que había cerrado un trato con Legendary Entertainment para producir una adaptación cinematográfica de Ancient Aliens . Josh Heald, creador de Cobra Kai , dirigirá un guion escrito por Luke Ryan, quien también será el productor ejecutivo. Según Legendary, la película "será una aventura a dos manos que abarcará el mundo y presentará sitios y artefactos antiguos, confrontando las teorías y preguntas planteadas por la popular serie documental".